# Megaloolithus pseudomamillare
Megaloolithus pseudomamillare es una oospecie de huevos de dinosaurio de la familia Megaloolithidae y del género Megaloolithus, de la época del Maastrichtiense, en lo que hoy es Perú, y el sur de Francia. La oospecie fue hallada en la cuenca Bagua, Perú, y en Provenza, Francia, la oospecie fue nombrada por Vianey Liaud et al. 1997. Los especímenes DLG20, son de esta especie, y de las cuales fueron halladas en Francia. La morfología de está oospecie con M. phensaniensis, es que la superficie externa de los nodos, son conchas más gruesas y duras, y las líneas de crecimiento de aquella época son mucho más arqueadas de lo que se pensó.